# A48 (Groot-Brittannië)
De A48 is een 262 km lange hoofdverkeersweg in Engeland en Wales.
De weg verbindt Gloucester via Westbury-on-Severn, Chepstow, Newport, Cardiff, Bridgend, Port Talbot en Swansea met Carmarthen

## Hoofdbestemmingen
- Westbury
- Chepstow
- Newport
- Cardiff
- Bridgend
- Port Talbot
- Swansea
- Carmarthen